# Rhipidia bellingeri
Rhipidia bellingeri är en tvåvingeart som först beskrevs av Alexander 1964.  Rhipidia bellingeri ingår i släktet Rhipidia och familjen småharkrankar.
Artens utbredningsområde är Jamaica. Inga underarter finns listade i Catalogue of Life.